# Excentricitet (astronomi)
 For alternative betydninger, se Excentricitet. (Se også artikler, som begynder med Excentricitet)
Excentricitet er i astronomi et mål for langstraktheden/ fladtryktheden af en planets bane om en sol/stjerne. 
Som eksempel bevæger Jorden sig i en ellipse om Solen med Solen i det ene brændpunkt. Ellipsens excentricitet udtrykkes ved et tal mellem 0 og 1. Excentriciteten nul svarer til en cirkulær bane, jo mere langstrakt banen/ellipsen er, jo større er excentriciteten. Jordbanens nuværende excentricitet er 0,017, men varierer mellem næsten nul og 0,06 med en periode på ca. 100.000 år. 
Milankovitch-teorien udtænkt i 1912 af Milutin Milanković forklarer, at istider finder sted som et resultat af periodiske ændringer i jordens banegeometri. Klimaændringerne er sket i regelmæssige tidsintervaller på 20.000-100.000 år.